# Видение святого Антония Падуанского (Мурильо)
«Видение святого Антония Падуанского» (исп. La visión de San Antonio de Padua) — картина испанского художника Бартоломе Эстебана Мурильо, написанная в 1656 году. Полотно находится в часовне Сан-Антонио Севильского кафедрального собора в Севилье. Одно из главных произведений живописца средней поры его деятельности.

## История

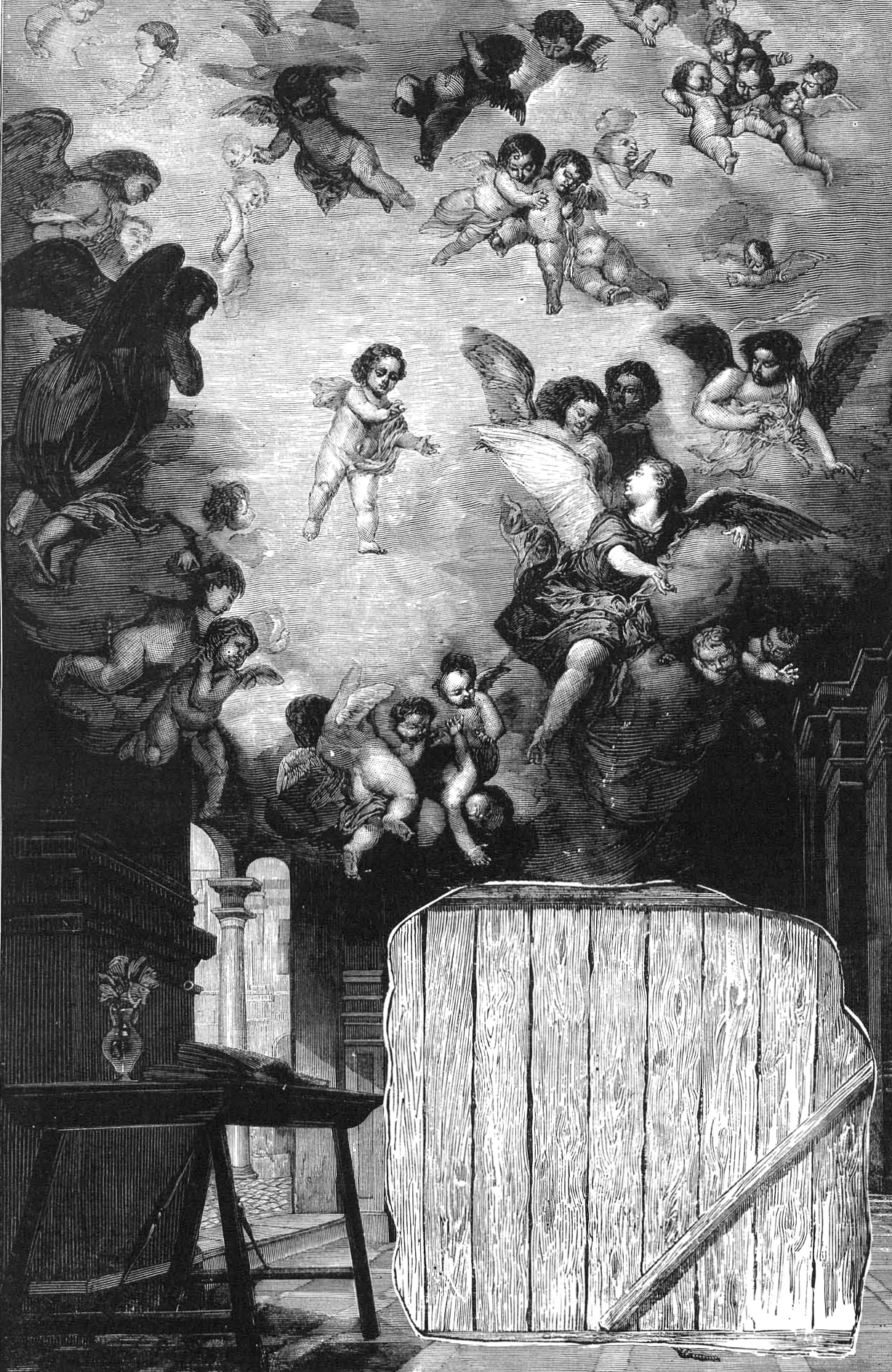
Вид картины «Видение святого Антония Падуанского» после того, как преступник вырезал фигуру святого в 1874 году

В 1656 году каноник Севильского кафедрального собора заказал Мурильо большое полотно для украшения алтаря часовни Сан-Антонио, построенного архитектором Бернардо Симоном де Пинедой и использовавшегося для обряда крещения. Мурильо, следуя традиции Франсиско Эрреры-старшего, написал большую картину для этой маленькой часовни, что позволило усилить её эффект.
Во время французской оккупации Севильи, в рамках наполеоновского вторжения в Испанию, сокровищница собора Севильи была разграблена войсками французского маршала Никола Жан де Дьё Сульта. Среди работ, конфискованных военными, были «Непорочное Зачатие» и «Рождество Богородицы» Мурильо, которого Сульт особенно высоко ценил. В принципе, французы хотели забрать «Видение святого Антония Падуанского», но городской совет предложил обменять его на «Рождество Богородицы». В результате полотно «Видение святого Антония Падуанского» осталось в часовне Сан-Антонио.
В 1874 году вор вырезал из картины фигуру святого и предложил её антиквару в Нью-Йорке. Благодаря антиквару испанскому посольству удалось выкупить покражу. Фигура святого была возвращена собору, и в 1875 году картина была восстановлена испанским художником и реставратором Сальвадором Мартинесом Кубельсом.

## Описание
Святой Антоний показан в большом зале читающим перед простым столом, украшенным лилиями, символизирующими чистоту, когда к нему нисходит младенец Иисус в окружении сонма ангелов, которые образуют вокруг него ореол. Святой прерывает чтение и преклоняет колени перед захватывающим видением, освещённым сиянием, исходящим от фигуры младенца. В задней части зала приоткрытая дверь позволяет созерцать монументальную архитектуру с большой колонной, которая образует портик у входа в здание, где находится святой. Таким образом, два источника света заполняют нижнюю часть композиции, создавая необычайную атмосферу, напоминающую стиль Веласкеса, учителя Мурильо. Композиция структурирована по диагонали, соединяющей две зоны.